# 田中歩
田中 歩（たなか あゆむ、1996年1月5日 - ）は、三重県 松阪市出身のオートバイレーサー。

## 戦績
- 2015年
  - アジアロードレース選手権　AP250　ランキング5位（ヤマハYZF-R25 最上位、ヤマハYZF-R25マシン開発ライダー）
  - 鈴鹿8時間耐久ロードレース　22位　SSTクラス　2位
- 2016年
  - アジアロードレース選手権　AP250　ランキング9位
  - 全日本ロードレース選手権　JP250 チャンピオン（全戦全勝）トリックスターレーシングから参戦
- 2017年 アジアロードレース選手権　SS600 参戦